# Feyzin
Feyzin este o comună în departamentul Rhône din sud-estul Franței. În 2009 avea o populație de 9.150 de locuitori.

## Evoluția populației
| An        | 1975  | 1982  | 1990  | 1999  | 2006  | 2009  |
| --------- | ----- | ----- | ----- | ----- | ----- | ----- |
| Populație | 7.346 | 7.753 | 8.520 | 8.469 | 9.531 | 9.150 |